# افوآ دورکنو
افوآ دورکنو (انگلیسی: Efua Dorkenoo; ۶ سپتامبر ۱۹۴۹ – ۱۸ اکتبر ۲۰۱۴) سیاستمدار، مؤلف (پدیدآور)، نویسنده، و فعال حقوق بشر اهل غنا بود.
وی همچنین برندهٔ جوایزی همچون ۱۰۰ زن بی‌بی‌سی شده‌است.